# 王晨 (政治家)
王 晨（おう しん、1950年12月 - ）は、中華人民共和国の官僚・政治家。北京市出身。中国共産党第19期中央政治局委員、第13期全国人民代表大会常務委員会副委員長、党組副書記。中国共産党第16期・第17期・第18期・第19期中央委員。中国共産党第19回中央政治局委員。第9回全国政協委員。

## 経歴
1950年12月、北京市で生まれる。1969年12月に中国共産党入党。文化大革命初期の1969年より陝西省延安地区の宜君県の人民公社で知識青年として労働に従事。1970年、王晨は中国共産党宜君県委員会宣伝部、県委員会弁公室で幹部を務めた。
1974年、中央に移り、光明日報社の記者に就任。1979年、中国社会科学院研究生院新聞系に入学した。1982年に中国社会科学院研究生院を卒業後、同年、光明日報社に採用され、政治経済部にて記者に就任した。以後、群工部副主任（1982年）、総編室主任（1984年）、副総編集長（1986年）、総編集長（1995年）を歴任した。2000年、中国共産党中央宣伝部副部長に転じた。2001年、人民日報社総編集長に転出。同年、中華全国新聞工作者協会副主席を兼務。2002年には人民日報社社長を兼務する。2008年、中国共産党中央宣伝部副部長、中国共産党中央対外宣伝弁公室主任、国務院新聞弁公室主任に就任。2011年5月、国家インターネット信息弁公室主任に就任。2013年、第12期全国人民代表大会常務委員会副委員長兼秘書長に転任。2017年、第19回党大会第1回会議で党中央政治局委員に選出される。2019年3月、中国法学会第8回全国会員代表大会で20日、王晨が会長に選出された。